# Собор Святого Магнуса (Чирчубёвур)
Кафедра́льный собо́р Свято́го Ма́гнуса (фар. Magnus-katedralurin или Múrurin, дословно — «стена») — руины средневекового католического храма, расположенные в деревне Чирчубёвур на острове Стреймой, входящем в состав Фарерского архипелага — части Королевства Дании. Состоят из двух пустых помещений, в которых сохранились оконные и дверные проёмы, а также некоторые элементы интерьера, но отсутствуют потолок и крыша. Здание выполнено в готическом стиле с заметным влиянием западнонорвежской церковной архитектуры второй половины XIII века.
Строительство храма было начато примерно на рубеже XIII и XIV веков. Весьма вероятно, что крыша над храмом была возведена, а также был проведён обряд освящения здания и внутри совершались богослужения. Через некоторое время здание было заброшено и частично разобрано. Постройка находится в руинированном состоянии по меньшей мере с начала XVII века — в это время появляются первые исторические работы, содержащие упоминания собора. С середины XIX века начинают периодически проводиться частичные реставрации руин, самые масштабные работы относятся к середине XX и началу XXI века.
Руины собора являются одним из немногих хорошо сохранившихся средневековых сооружений архипелага и считаются одним из важнейших исторических памятников Фарерских островов. Дополнительную значимость уникальной для архипелага постройке придаёт возможное наличие в реликварии собора мощей святых Магнуса и Торлака, а также других реликвий.

## Название
Название «собор Магнуса» применительно к руинам храма впервые было использовано в книге исследователя архитектуры Ю. Мейера «История норвежского искусства», вышедшей в 1925 году. Впоследствии это название стало самым распространённым обозначением постройки за пределами Фарер. Однако посвящение святому Магнусу не имеет под собой серьёзных оснований. В «Саге о епископе Арни» (одной из «саг о епископах») содержится датированное примерно 1290 годом упоминание некой церкви Магнуса, расположенной где-то на Фарерских островах, но нет никаких веских причин для того, чтобы связывать это свидетельство со зданием в Чирчубёвуре. Жители островов называют руины храма «Стена» (фар. Múrurin).

## Архитектура

### Общие сведения

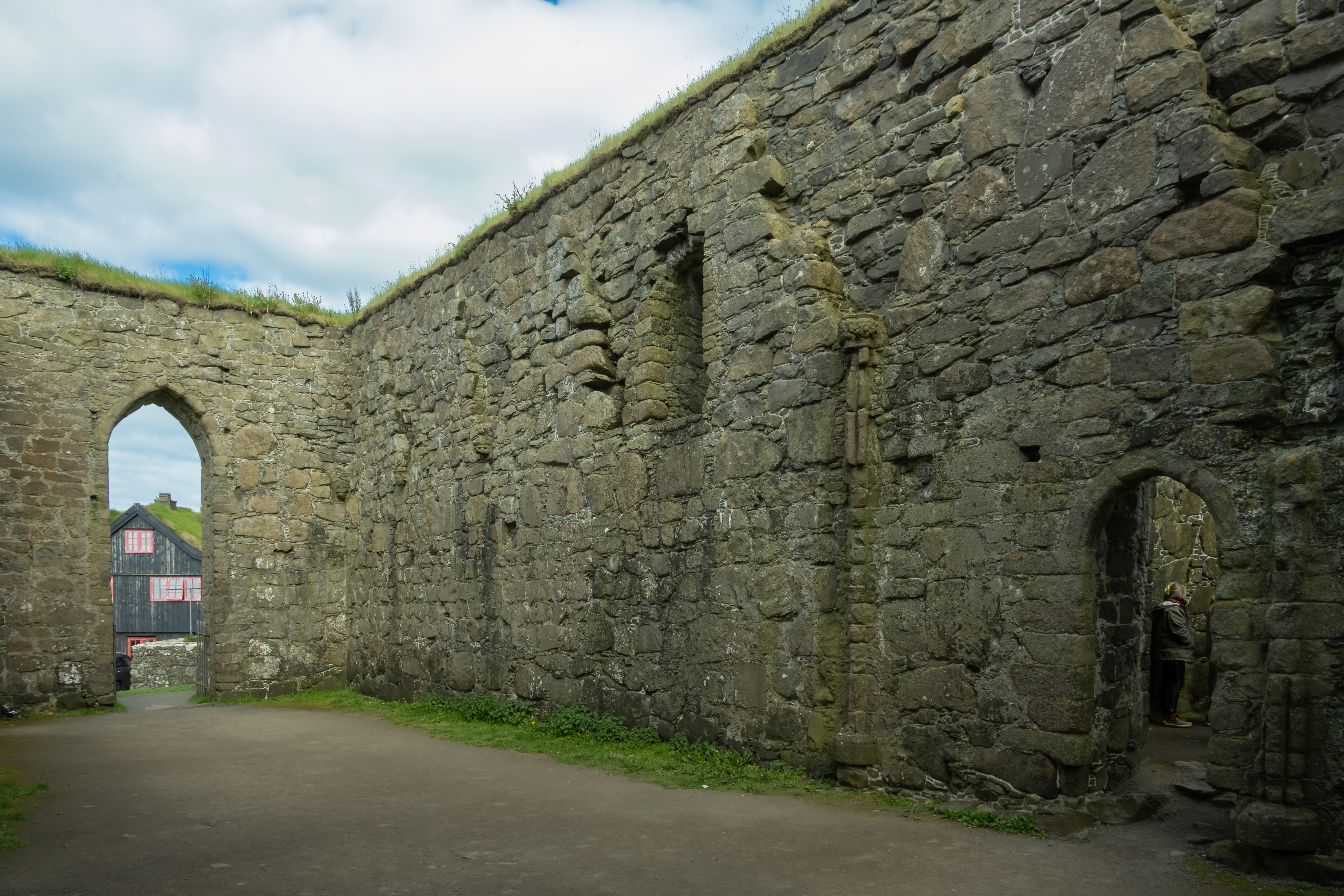
Интерьер храма. Слева видна входная аркада, справа — проход в пристройку

Здание состоит из двух помещений. Основное пространство представляет собой прямоугольный длинный дом, внешние стороны которого имеют длину 26,5 м и ширину 10,75 м. В северо-восточной части находится пристройка длиной 9,8 м и шириной 5,6 м. В западной части здания, судя по всему, когда-то также находилась пристройка в виде башни, имевшая ширину 8,9 м с севера на юг. О том, что башня была хотя бы частично возведена и впоследствии снесена, свидетельствуют следы от соединения данной пристройки с длинным домом на его западном фасаде, имеющие вид двух вертикальных рядов из надломленных камней. Никаких иных следов строительства башни — фундамента или соединения сводов потолка с западным фасадом длинного дома — обнаружено не было. Проходом из башни в длинный дом служила аркада со стрельчатой аркой высотой 7 м и шириной 2 м. Фундамент здания в некоторых местах уходит в землю на глубину до 2 м. Толщина стен по всему периметру постройки составляет 1,6 м. Верхние части стен длинного дома находятся примерно на одной высоте, но относительно поверхности земли высота сильно варьируется в связи с возрастанием рельефа в направлении на северо-восток. Высота юго-западного угла длинного дома достигает 9,2 м, северо-восточного — 6,7 м. Высота северной стены пристройки составляет примерно 3,7 м, высота западной и восточной стен несколько увеличивается по направлению к длинному дому. Внутри длинного дома уровень пола равномерно возрастает с запада на восток примерно на 50 см, внутри пристройки — примерно на 30—60 см. В целом нынешний уровень пола является результатом удаления в ходе реставрационных работ и раскопок всего строительного мусора и заполняющих материалов и потому расположен несколько ниже первоначального.
Длинный дом стоит на крепком фундаменте, в то время как пристройка, судя по всему, была возведена прямо на горной породе. Стены сложены из блоков, вырезанных из местного базальта, и, вероятнее всего, выполнены с применением техники эмплектона. Большинство блоков изготовлено достаточно грубо, исключение составляют камни, расположенные в углах стен. В качестве основы строительного раствора, соединяющего блоки, использовалась смесь мелких камней с измельчёнными раковинами моллюсков и костями животных. Большие промежутки между отдельными булыжниками заполнены более мелкими, тонкими и горизонтально уложенными кусками базальта. Для изготовления декоративных деталей использовался привезённый из Норвегии талькохлорит, а также более мягкие местные виды базальта. На южных стенах длинного дома и пристройки вблизи дверных проёмов — в наиболее защищённых от воздействия внешней среды местах на внутренней стороне стен — сохранились следы оригинальной штукатурки. Верхние части стен в ходе реставрационных работ последних лет были покрыты строительным раствором, оригинальное их покрытие не сохранилось.
Изначальная высота стен длинного дома была на 0,5 м больше нынешней. Крыша длинного дома должна была быть двускатной, с щипцами в восточной и западной стенах, о чём свидетельствуют сохранившиеся остатки щипца восточной стены. Изначальную высоту и форму крыши пристройки установить сложнее, в этом отношении имеется несколько различных гипотез. Согласно одной из них, пристройка является нижней частью запланированной и, возможно, в какой-то момент возведённой башни хора. Против такой возможности свидетельствует тот факт, что толщина верхних частей восточной и западной стен пристройки меньше толщины их основных частей соответственно на 0,5 и 0,7 м. Это обстоятельство также можно рассматривать как аргумент в пользу того, что крыша пристройки была односкатной с возрастанием с севера на юг и полущипцами с западной и восточной сторон. Однако предполагаемые уровни высоты северных стен пристройки и длинного дома говорят о том, что в случае односкатной крыши угол её наклона был бы неправдоподобно малым. Также при использовании такой крыши пришлось бы оставить слишком мало места для выхода с винтовой лестницы на предполагаемом небольшом верхнем этаже, что затруднило бы как её использование, так и доступ из верхнего этажа пристройки к чердаку длинного дома. В этой связи наиболее вероятным вариантом изначальной крыши пристройки является двускатная крыша с щипцами в южной и северной стенах. Высота стен верхнего этажа пристройки должна была равняться примерно 2 м, при этом общая высота стен пристройки должна была быть меньше высоты стен длинного дома не более чем на 0,5 м, а основание северного щипца должно было находиться на высоте, равной нынешней высоте длинного дома.
Состояние руин указывает на то, что исчезнувшие части здания были разобраны преднамеренно. Судя по всему, работы по разбору сооружения затронули крышу, щипцы и башню в западной части здания, после чего по неизвестной причине были остановлены.

### Длинный дом

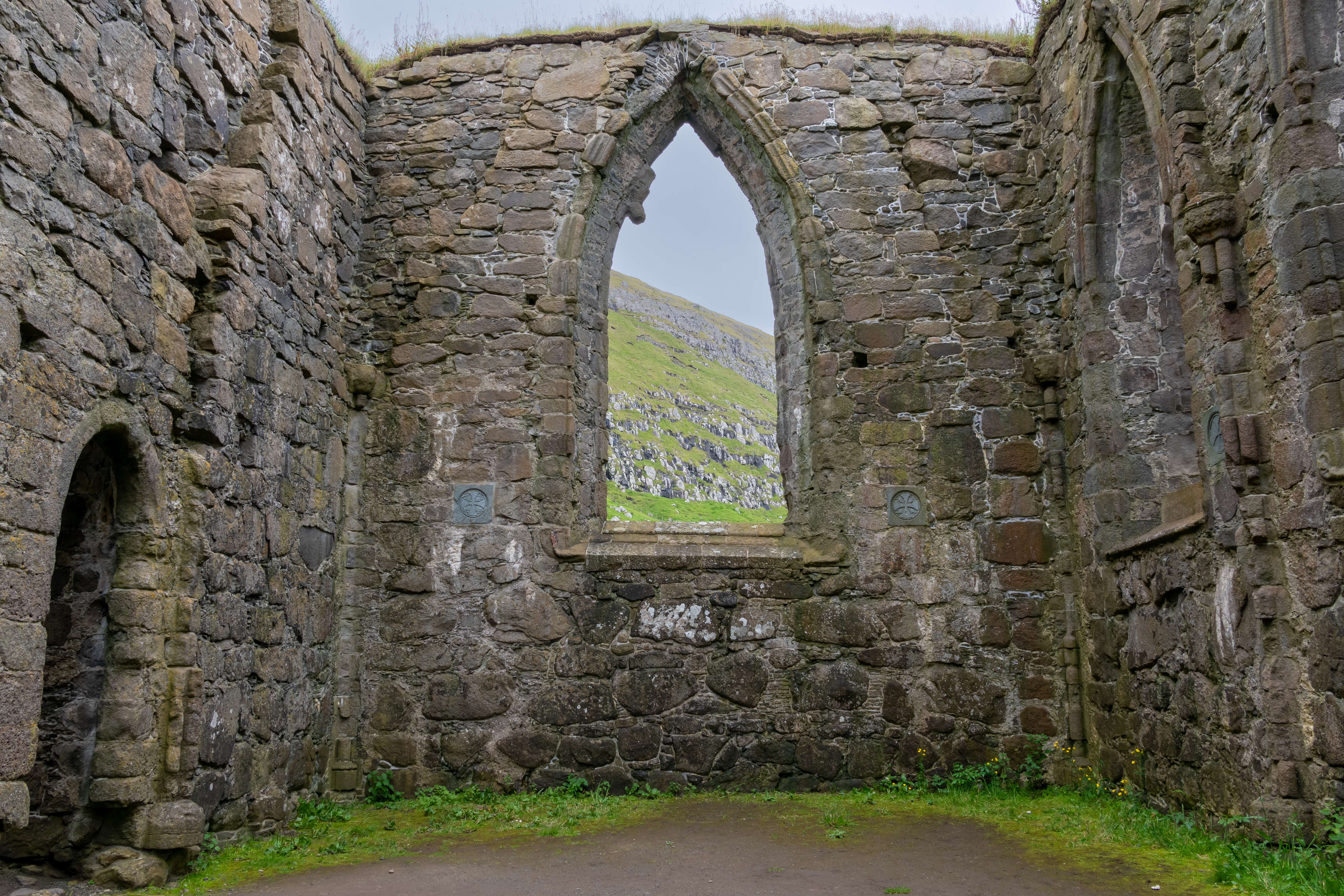
Восточная стена изнутри. По сторонам от окна видны кресты освящения

В длинном доме планировалось возвести шесть крестовых сводов. На стенах сохранились предназначенные для них консоли, а также выступающие опорные стены, имеющие вид внутренних частей щитовых арок (дат. skjoldbue), однако не сохранилось никаких следов, которые указывали бы на то, что своды всё-таки были возведены. Ширина каждого из сводов в направлении с запада на восток должна была составлять около 3,3 м, за исключением одного из них — третьего с запада — шириной около 4 м. В восточной стене основания сводов расположены на высоте около 4,1 м, в южной и северной — 3,8 м. Также предполагалось разделение помещения на неф и хор, граница между которыми, вероятнее всего, проходила между третьим и четвёртым сводами. В хоре оконные и дверные проёмы, а также основания консолей и колонн расположены примерно на полметра выше, чем в нефе, поэтому предполагается, что оригинальные уровни пола в западной и восточной частях длинного дома были расположены на разной высоте и разделялись одной или двумя ступенями. Помимо поддержки сводов потолка, консоли на стенах нефа также предназначались для трёх щековых арок, промежуточных между сводами, в то время как две щековые арки в хоре предполагалось установить на вмонтированных в стену колоннах, установленных на цоколях высотой около 30 см. Некоторые из сохранившихся капителей колонн и наверший консолей украшены вырезанными в камне ветвями деревьев с листьями, другие выполнены в виде разных скульптур: чашечки цветка, человеческой головы, фигуры человека, стоящего на коленях и поддерживающего свод потолка. В длинном доме, помимо входной аркады в западной стене и прохода в пристройку в северной, имеются два портала и пять окон в южной стене, а также по одному оконному проёму в восточной и северной стенах. Небольшой проём, расположенный высоко над землёй в северной стене, имеет прямоугольную форму, схожую с проходом в пристройку, остальные окна и дверные проёмы имеют характерную для готического стиля вертикальную вытянутую форму и остатки обрамлений в виде архивольтов, состоящих из параллельных выпуклых линий и углублений. Восточное окно имеет самые большие размеры, окна южной стены примерно одинаковы, за исключением четвёртого окна с востока, которое заметно у́же остальных. Подоконники были отреставрированы в конце XIX века с использованием цемента и заново вырезанных камней, отдалённо напоминающих оригинальные. Края подоконников восточного окна и трёх восточных окон южной стены снаружи и внутри украшены плохо сохранившимися орнаментами в виде стеблей с листьями и человеческих голов. В 1889 году было зафиксировано наличие на внутренней стороне восточного окна скульптуры в виде головы короля, которая впоследствии откололась и ныне хранится в Чирчубёаргаруре. В южной стене у второго окна с востока внутри находится пальметта, напоминающая человеческую голову, а у третьего снаружи — голова змееподобного животного, кусающего себя за шею. В боковых частях рам южных порталов всё ещё видны остатки обрамлений в виде колонн, капители которых украшены едва сохранившейся резьбой в виде листьев деревьев. Также в дверных проёмах сохранились места крепления дверей и углубления для засовов, а в оконных — остатки перегородок, между которыми должны были помещаться витражи. В вершинах стрельчатых арок некоторых из окон и порталов, а также на соседних стенах сохранились остатки небольших скульптур, например, голова короля у западного окна южной стены, фигура епископа в митре и с посохом у восточного окна южной стены, фигура человека в вершине арки западного дверного проёма. Также изначально на стенах было расположено двенадцать крестов освящения, вырезанных в квадратных талькохлоритовых табличках размерами примерно 40 × 40 см. Рельефы делятся на четыре типа, каждый из которых представляет собой определённую вариацию изображения равнолучевого креста, вписанного в круг. Таблички были установлены одновременно с покрытием стены штукатуркой и при этом тоже были покрыты ей так, чтобы оставались видны только круглые части с крестами. По сторонам от восточного окна и входной аркады располагалось по два креста, на северной и южной стенах было равноудалённо установлено по четыре. На оригинальных местах осталось лишь шесть крестов: два в восточной стене, три в южной и один в западной. Одна из табличек вместе с фрагментом второй хранится в Чирчубёаргаруре, ещё одна — в Национальном музее Дании.

### Сакристия

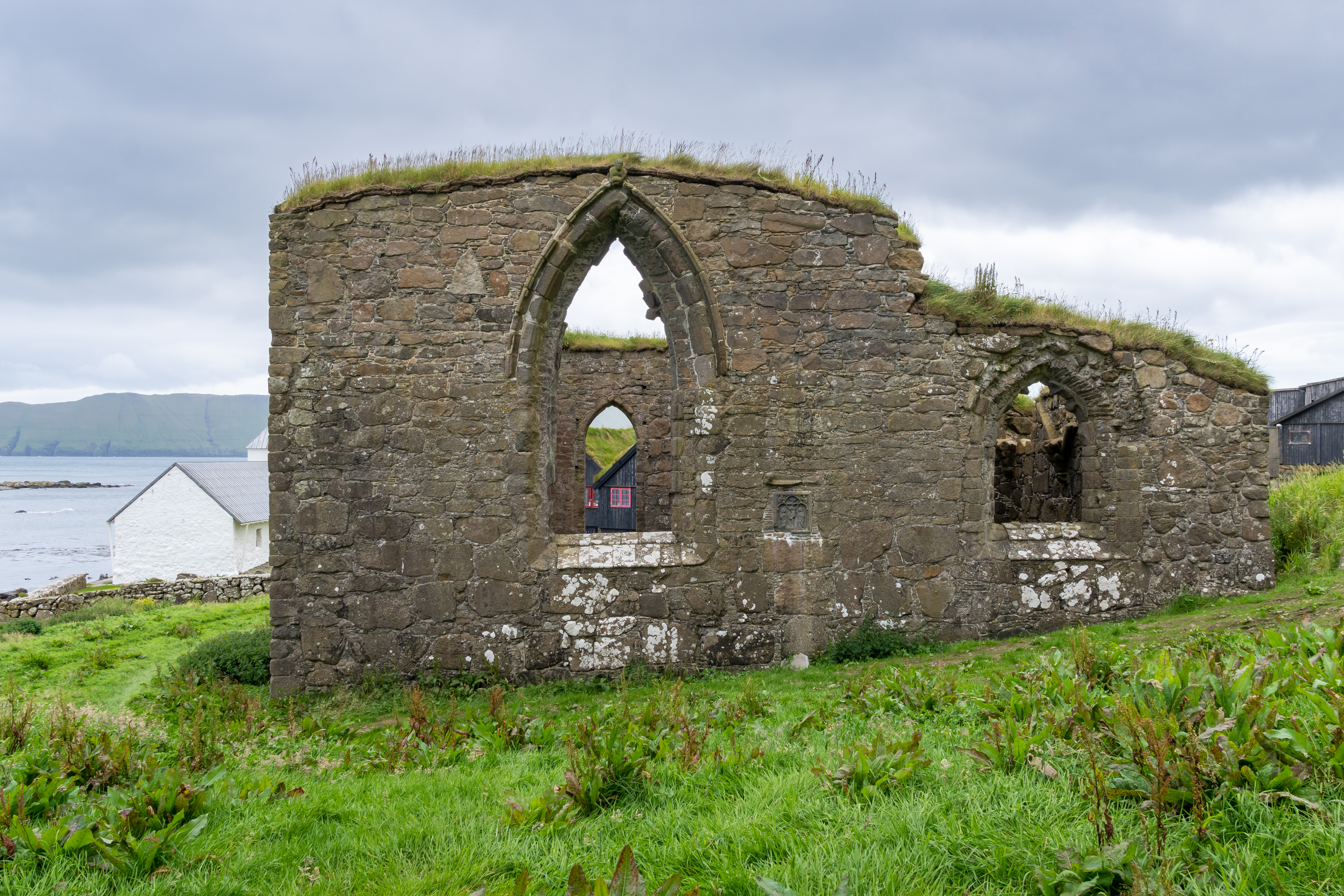
Восточная стена снаружи. Левое окно относится к длинному дому, правое — к пристройке

Пристройка в северо-восточной части здания, судя по всему, служила в качестве капеллы или сакристии, наличие последней является традиционным для кафедральных соборов. В западной и восточной стенах имеются отверстия, последнее оформлено в виде полноценного окна в готическом стиле, хотя и меньших размеров по сравнению с окнами длинного дома. В обрамлении этого окна сохранились остатки перегородок, которые должны были делить проём на три части, причём средняя часть была более широкой, чем две боковые. Отверстие в западной стене является частью большого круглого окна, которое было частично замуровано в какой-то момент после 1844 года с целью укрепления стены. Судя по двум оставшимся от обрамления окна камням, изначально проём имел диаметр 2,2 м. В 1905 году во время реставрационных работ в верхней части восточной стены был обнаружен монолитный подоконник шириной около 46 см. Он располагался примерно на 20 см выше места, где начинается сужение стен сакристии, что примечательно, поскольку обычно такое сужение воспринимается как индикатор места деления здания на этажи. В северо-западном углу помещения находится комната с остатками винтовой лестницы, в которую ведёт проход высотой около 140 см. Лестница описывается как руинированная уже в 1709—1710 годах, а в 1772 году большая часть северной стены пристройки и, скорее всего, прилегающие углы были разрушены в результате схода лавины. Поэтому в лестничной клетке почти не осталось оригинальных частей стен, и нынешние каменные монолитные ступени лестницы появились уже в результате более поздних реставрационных работ. Лестница сворачивает направо и изначально должна была заканчиваться в помещении над северо-западным углом западного свода потолка. В ходе раскопок в пристройке под слоем земли был обнаружен оригинальный пол, выполненный в технике мощения небольшими булыжниками. После завершения раскопок пол был вновь засыпан гравием. У восточной стены под окном был обнаружен прямоугольный фундамент алтаря размерами 160 × 100 см, а также площадка для подиума алтаря размерами 160 × 270 см, выложенная из бо́льших камней. От северо-западного угла площадки к дверному проёму и сквозь него проложен ряд больших и плоских камней, служивший верхним покрытием для жёлоба, который должен быть отводить из помещения воду, набегавшую внутрь из грунта, некогда располагавшегося к северу от пристройки. Дальнейший маршрут жёлоба неизвестен, и, судя по всему, в какой-то момент он был срыт, так как нынешний уровень грунта находится примерно на 15 см ниже оригинального уровня пола в восточном конце длинного дома. В пристройке планировалось возвести два свода потолка, которые соответствовали бы двум восточным сводам длинного дома. На стенах помещения сохранилось значительное количество следов от конструкций, поддерживавших своды потолка, — опорных консолей и стрельчатых арок. Все шесть консолей с основаниями сводов — по одной в каждом углу и посередине северной и южной стен — были созданы одновременно с окружающими их стенами. Сохранившиеся консоли имеют форму человеческих голов или чашечек цветов. Основания сводов выполнены с применением техники «та-де-шарж» — в виде горизонтально уложенных и выравненных по плоскости стены плит. Найденный при раскопках и хранящийся в Чирчубёаргаруре замковый камень относится к одному из сводов потолка сакристии. Это может свидетельствовать о том, что своды в пристройке когда-то были полностью построены. В описании руин храма, датированном 1709—1710 годами, также упоминается, что в пристройке имеется ещё одна дверь, ведущая «к кладбищу». В описании 1817 года эта дверь уже не фигурирует.

### Реликварий

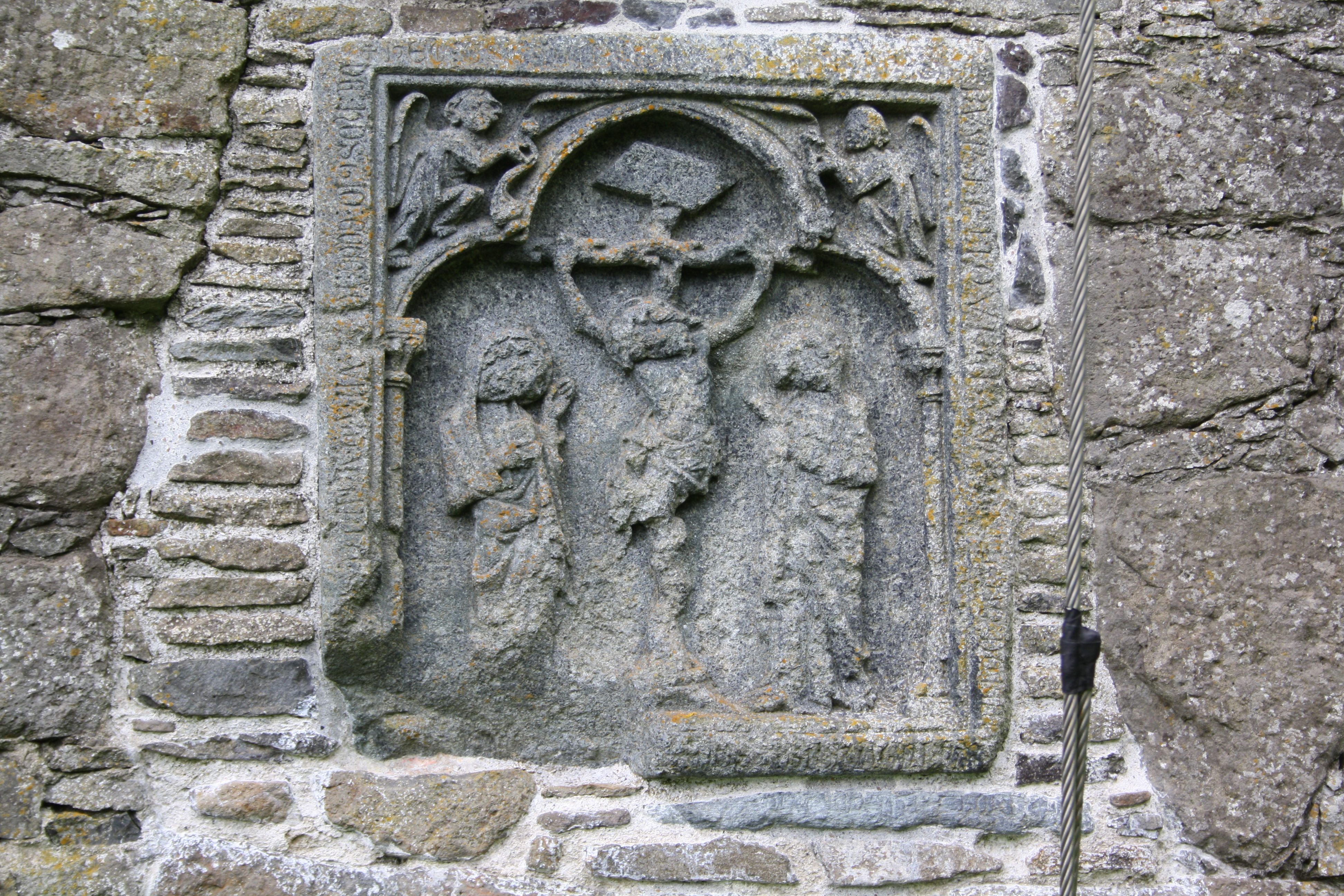
Плита с изображением распятия

На внешней стороне восточной стены длинного дома, к северу от окна на уровне подоконника в стену вмурована талькохлоритовая плита размером примерно 65 × 63 см см с рельефом, изображающим распятие. Слева и справа от распятого Христа стоят Богородица и Мария Магдалина соответственно. Фигуры расположены внутри трёхлопастной арки, стоящей на двух колоннах. В углах над аркой изображены ангелы с кадилами. Рельеф выполнен в стиле, характерном для изображений, создававшихся в Западной Норвегии в первой трети XIV века. Точно неизвестно, была ли плита встроена в стену изначально или это произошло после освящения здания, однако карниз, расположенный над плитой и предназначенный для её защиты, точно был создан в одно время с окружающей его стеной. Левый нижний угол плиты отколот. По краям плиты вырезана надпись на латыни, которая начинается в левом верхнем углу и заканчивается на длинной узкой талькохлоритовой балке, вмурованной под основной плитой. Надпись гласит:

Здесь находятся следующие святые реликвии: частица Животворящего Креста, гостия, которую святая Дева Мария <…> и кости святого мученика Магнуса <…> из могилы святого Торлака.
Оригинальный текст (лат.)[Верхняя сторона]
HEC:EST:HABITACIO:HARVM:S[an]C[t]A
[Правая сторона]
RVM:RELIQVIARVM:DE:LIGNO:DOMINI
[Левая сторона]
DE:HOSTIO:ECCE:I[lla]:VIRGO:MARIA:S[ancta]
[Нижняя сторона]
...E:OSSA:B[eat]I:MAGNI:M[arty]R[is]
[Балка]
...DE:TVMVLO S[anc]TI ÞORLACI

В 1905 году в задней части плиты было обнаружено углубление, в котором находилась свинцовая коробка с несколькими свёртками. В народе данный реликварий называется «шкафчиком с золотом» (фар. gullskápið).

### Архитектурные аналоги

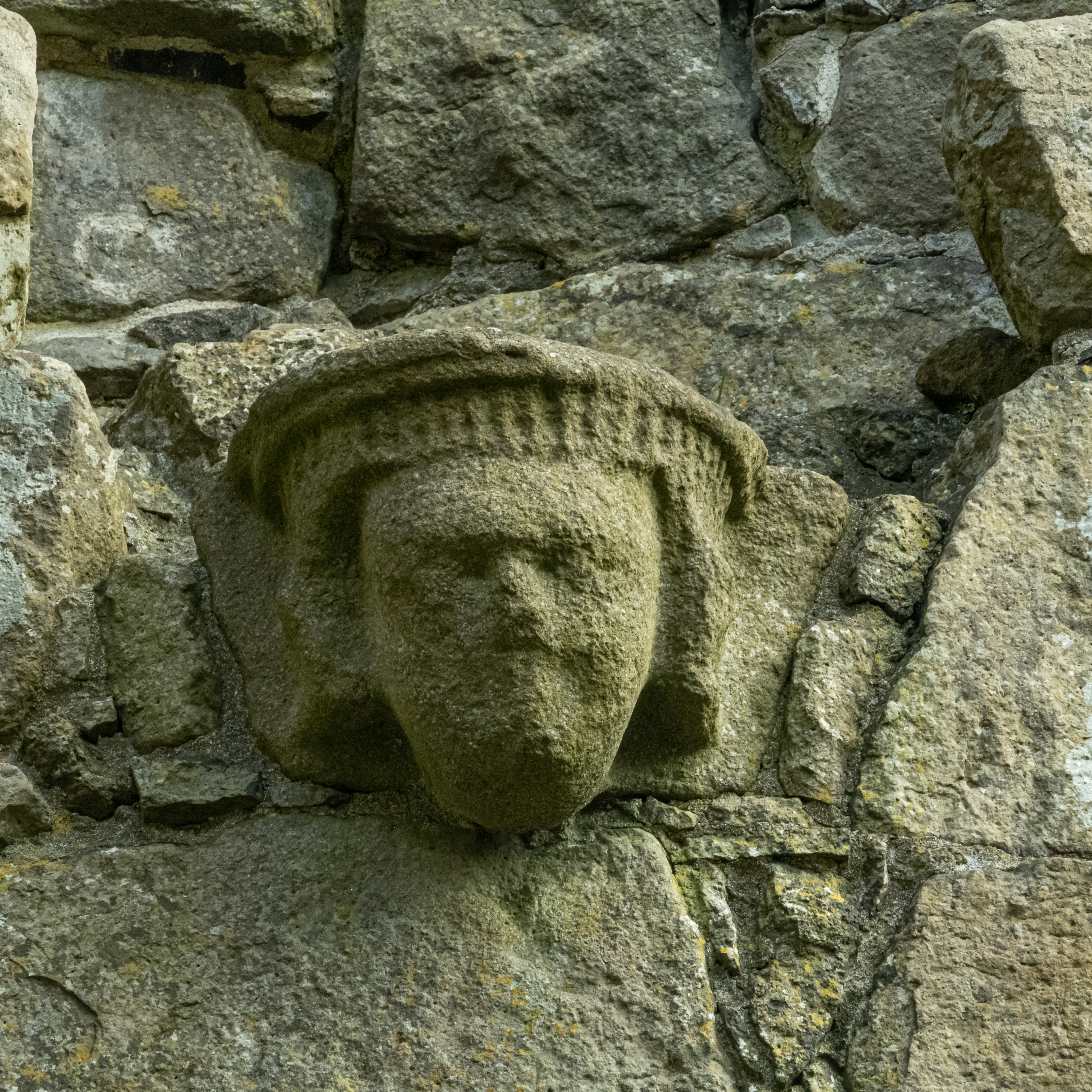
Настенная скульптура в виде головы

Общий вид здания и отдельных его деталей позволяет отнести время его постройки к промежутку между поздним XIII веком и не менее чем серединой XIV века. В это время Фарерские острова находились в тесном контакте с Норвегией, в частности с бергенским диоцезом, вследствие чего чирчубёвурский собор несёт в себе отдельные черты некоторых готических церковных сооружений Западной Норвегии. Наибольшее количество схожих деталей — настенные скульптуры в виде голов, отсутствие контрфорсов и внешних признаков деления здания на помещения, одновременное использование консолей и колонн в качестве опор сводов потолка, сакристия в виде отдельной небольшой пристройки — наблюдается в архитектуре ставангерского и бергенского кафедральных соборов, а также церквей утстейнского и ноннесетерского монастырей. Также отдельные архитектурные детали храма явно испытали влияние английской готики, которая также пришла на Фареры через посредничество Норвегии, хотя и в несколько упрощённом виде. Влияние бергенской архитектуры свидетельствует о том, что собор Святого Магнуса был построен примерно в одно время с упомянутыми западнонорвежскими храмами. Этот факт позволяет уточнить оценку времени строительства храма до промежутка от последней четверти XIII века до начала XIV века. Из такой датировки следует, что строительством собора должен был руководить Эрленд, епископ Фарерских островов с 1269 по 1308 год и бывший бергенский каноник, что согласуется с косвенными данными письменных источников.
Архитектурных аналогов настенных крестов освящения и внутристенного реликвария было найдено гораздо меньше. Бо́льшая часть обнаруженных в старых церквях настенных крестов не является крестами освящения. Небольшой крест, обнаруженный на одном из камней в руинах собора в Хамаре, считается игравшим роль креста освящения, однако его истинное назначение неизвестно. Внутристенные реликварии, аналогичные имеющемуся в чирчубёвурском соборе, были обнаружены, например, в соборе Святой Софии в Стамбуле и в Магдебургском кафедральном соборе. Внешняя часть реликвария с изображением распятия имеет сходство с одной из каменных плит, установленных в кафедральном соборе Линчёпинга в память об одном из строителей храма. О присутствии за данной плитой реликвий ничего не известно.
Древние постройки Чирчубёвура занимают особое положение среди очень немногих сохранившихся на архипелаге средневековых сооружений и в целом являются уникальными для Фарерских островов. При этом руины кафедрального собора являются самым большим и наиболее сохранившимся из древних сооружений в Чирчубёвуре. Исследователи называют руины собора Святого Магнуса наиболее значимым памятником древности на Фарерах и их «национальным монументом».

## История

### Строительство
Исследователями не обнаружено никаких современных строительству собора или более ранних письменных источников, которые содержали бы информацию о том, кто и когда возвёл храм. При этом имеются источники, содержащие косвенную информацию о времени строительства собора. Один из них — письмо 1320 года, в котором фарерский епископ благодарит бергенского за изготовление «деревянного хора» для чирчубёвурской церкви святой Марии. Речь в данном письме может идти о соборе Святого Магнуса, однако это нельзя установить наверняка, так же как и нельзя с точностью сказать, что имелось в виду под «деревянным хором».

Другой источник, содержащий косвенную информацию о времени возведения собора, — хроника католического диоцеза Фарерских островов, являющаяся частью письма, написанного чирчубёвурским епископом Иоганном Немецким (лат. Johannes Teutonicus) нидаросскому архиепископу Хенрику Кальтайзену в 1420 году. Оно было обнаружено среди бумаг архиепископа норвежским историком Александром Бугге и опубликовано в 1899 году. В хронике, помимо прочего, сообщается о результатах вскрытия могилы Эрленда, епископа Фарерских островов с 1269 по 1308 год, произошедшего в связи с возможной его канонизацией. Согласно хронике, рядом с телом бывшего епископа была найдена свинцовая табличка с длинной надписью на латыни, выполненной рунами и сообщавшей о прижизненных деяниях Эрленда. В ней, в частности, указывалось, что Эрленд был первым, кто построил в епископском дворе в Чирчубёвуре каменные дома, и что он заложил каменную епископскую церковь и выстроил стену вокруг её хора. Таким образом, по свидетельству Иоганна Немецкого, строительство храма началось при епископе Эрленде, но не было им завершено. Современные учёные считают маловероятным происхождение данной информации из якобы найденной в захоронении свинцовой рунической таблички. Это связано с тем, что такие артефакты впоследствии не были найдены нигде на Фарерах и что приведённый в хронике текст слишком длинный, чтобы быть размещённым на подобном предмете. Выдвигаются версии о том, что епископ Иоганн либо обнаружил табличку с гораздо более коротким текстом и приукрасил его в своём письме, либо полностью выдумал эту историю с целью увеличить шансы Эрленда на канонизацию. Вполне вероятно, что Иоганн отразил в своём тексте не то, что знал о строительстве храма наверняка, а лишь бытовавшие в то время представления и домыслы. Во всяком случае, во время епископства Иоганна — примерно с 1408 по 1431 год — стены собора уже точно были возведены.

Один из торцов чирчубёвурских церковных скамей с изображением герба Эрика Померанского (вверху) и встречи Марии и Елизаветы

В Средние века строительство здания происходило в соответствии со строгой схемой. Сначала возводились стены до высоты основания крыши, затем строилась сама крыша и после этого — необходимые щипцы. Своды потолка обычно возводились лишь после постройки крыши. В этой связи наличие на восточной стене руин храма остатков щипца свидетельствует о том, что стены собора в какой-то момент были достроены до конца и что над ними была возведена крыша. Наличие на стенах следов строительного раствора также подтверждает факт возведения крыши, так как при её отсутствии нанесение раствора вряд ли могло быть начато. Наличие в сакристии остатков алтаря указывает на то, что по крайней мере эта часть здания была освящена. Кресты освящения на стенах длинного дома свидетельствуют по крайней мере о подготовке к обряду освящения здания, но не обязательно о том, что оно имело место. Гораздо более сильным аргументом в пользу факта освящения здания является присутствие в стене храма тайника с реликвиями. С учётом того, что задняя часть плиты реликвария выполнена в виде верхней части престола с углублением для хранения реликвий, возможно, церемония освящения здания напоминала обряд освящения алтаря — реликвии закладывались в плиту, лежавшую задней частью вверх, после чего она устанавливалась в заранее подготовленную нишу в стене храма. Таким образом, после возведения крыши и освящения здание почти наверняка использовалось в качестве полноценного храма. При этом точно неизвестно, были ли возведены своды потолка длинного дома, но постройка вполне могла использоваться для богослужений и без них. Вероятно, храм был оснащён крышей и введён в эксплуатацию при епископе Иоганне. На это может указывать тот факт, что в хронике фарерского диоцеза Иоганн сообщает о намерении отреставрировать уже имеющиеся в Чирчубёвуре религиозные постройки и начать их использование. Именно в годы епископства Иоганна были изготовлены в Норвегии резные торцы для церковных скамей, которые, судя по их размерам и католической стилистике изображений, изначально были установлены в соборе Святого Магнуса. Датировка скамей основывается на изображении на одном из торцов герба короля Эрика Померанского, время правления которого примерно совпадает со временем епископства Иоганна. На одном из торцов также изображён католический епископ. Считается, что это изображение Эрленда, канонизации которого добивался Иоганн.
В хронике фарерского диоцеза также сообщается, что при Иоганне Немецком в Чирчубёвуре было не только начато восстановление старых церковных построек, но и развёрнуто интенсивное строительство новых: в ней упоминается закладка часовни в память о епископе Эрленде и церкви, посвящённой святому Брендану. По оценкам учёных, население Фарерских островов в то время составляло около пяти тысяч человек. С учётом того, что доля работоспособных мужчин от всего населения равнялась примерно одной трети, одновременное ведение собственного хозяйства и работа в церковном строительстве должны были быть тяжёлым бременем для местных жителей. Впоследствии этот факт нашёл отражение в фольклоре — в XIX веке на Фарерах были распространены устные рассказы о том, что тяжёлый труд при строительстве храмов и высокие налоги, установленные епископом Иоганном, привели к крупному восстанию населения островов. Нельзя с уверенностью сказать что-либо о степени достоверности этих рассказов. Ясно, однако, что при Иоганне Немецком к строительству церквей в Чирчубёвуре привлекались не только местные жители, но и иностранные специалисты — архитекторы и скульпторы. Доподлинно неизвестно, каким образом финансировалось участие в данных работах зарубежных мастеров. Однако посвящение одного из храмов святому Брендану, а также изображение этого святого на одной из вышеупомянутых чирчубёвурских скамей позволяют предположить, что работа иностранных специалистов в Чирчубёвуре оплачивалась северонемецкими купцами, которые в то время имели тесные торговые связи со скандинавским регионом и среди которых тогда был распространён культ святого Брендана. С учётом заметного сходства собора Святого Магнуса с некоторыми современными ему западнонорвежскими храмами вполне вероятно, что над возведением постройки работали в том числе бергенские мастера.

### Возникновение научного интереса
Время прихода собора Святого Магнуса в упадок точно неизвестно, но, судя по всему, это произошло после упразднения фарерского диоцеза в результате Реформации. Согласно имеющимся письменным источникам и трудам первых исследователей истории архипелага, храм так никогда и не был достроен и всегда представлял собой руины. Норвежский историк Педер Клауссён Фриис в своей книге «Достоверное описание Норвегии и близлежащих островов», изданной в 1632 году, сообщал, что «руины храма, заложенного в старые времена епископом Хиларием, до сих пор стоят недостроенными». Датский учёный Лукас Дебес в изданной в 1673 году книге «Описание Фарерских островов и их обитателей» добавил к сказанному ранее Фриисом, что руины находятся в приличном состоянии и могли бы быть достроены до полноценной церкви. Аналогичную информацию приводил в своих работах 1781—1782 годов фарерский учёный Йенс Кристиан Свабо. Труды этих исследователей опирались на рассказы местных жителей. По мнению доцента Фарерского университета Андраса Мортенсена, запустение храма произошло незадолго до начала на островах Реформации, примерно за сто лет до появления первых трудов по истории архипелага, поэтому о событиях того времени современные исследователям местные жители уже могли и не знать. Мортенсен также предполагал, что упоминание ранними исследователями Хилария, бывшего епископом примерно с 1486 по 1520 год, может указывать на то, что он последним использовал храм по назначению. Фарерский учёный Якоб Якобсен считал, что отсутствие у обитателей островов в XVII веке информации о епископе Эрленде может объясняться тем, что в середине XIV века бо́льшая часть населения архипелага погибла в результате эпидемии чумы.

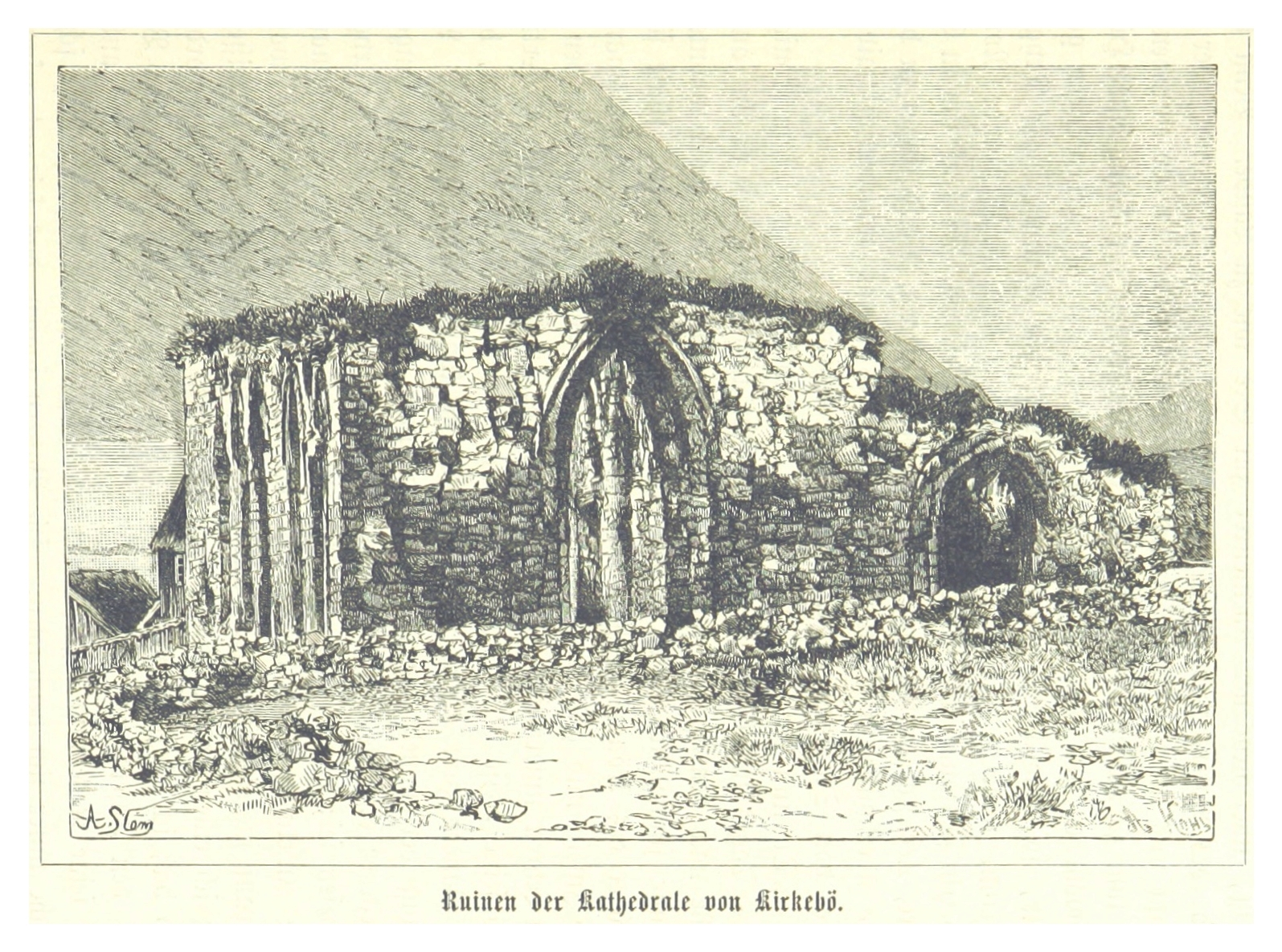
Рисунок 1889 года

Первая работа, посвящённая, помимо прочего, подробному описанию руин собора и снабжённая их иллюстрациями (планом постройки и видами с трёх сторон), была написана натуралистом Хансом Кристианом Люнгбюэ во время его поездки на Фареры в 1817 году. Эта публикация заложила основу для будущих исследований руин и близлежащей территории и способствовала возникновению серьёзного антикварного интереса к древним постройкам Чирчубёвура. В частности, в 1844 году во время своего визита на Фареры Чирчубёвур посетил будущий король Дании кронпринц Фредерик, проявлявший интерес к истории. В его свиту входил художник Фредерик Теодор Клосс, который создал за время путешествия много рисунков и картин, часть из них в Чирчубёвуре, в частности несколько рисунков руин храма. Также благодаря публикации Люнгбюэ началось взаимодействие между центральными датскими и местными фарерскими властями по вопросам сохранения руин собора, и в 1846—1847 годах были выделены средства на ремонт северо-западного угла сакристии.
В 1860 году возникла угроза разрушения соседней с руинами церкви Святого Олафа из-за размывания прибрежного грунта. Изначально планировалось забросить старое здание церкви и построить новое в другом месте. Для изучения ситуации в 1864 году в Чирчубёвур был послан архитектор Вильгельм Далеруп. Им были созданы первые подробные чертежи руин храма Святого Магнуса и, таким образом, фактически начаты современные исследования постройки — с этого момента состояние руин хорошо задокументировано с помощью измерений, в отличие от более ранних словесных описаний. Далеруп предложил достроить собор Святого Магнуса и использовать его в качестве приходской церкви, а также создал на основе чертежей руин эскизы возможного вида собора после его реставрации и завершения. Однако в 1868 году прибрежная зона Чирчубёвура была надёжно укреплена, размытие грунта остановилось и было решено отремонтировать церковь Святого Олафа и продолжать её использование. Для этого был организован сбор средств, часть которых впоследствии была использована для найма местного каменщика, который должен был следить за сохранностью руин собора Святого Магнуса. Им также была проделана работа по покрытию верхней части стен цементом и ремонту отдельных подоконников храма.

В 1889 году архитектор Эрик Скьётте развернул масштабную кампанию по реставрации руин собора. Особое внимание уделялось привлечению к работам местных мастеров под руководством датских архитекторов и чирчубёвурского королевского крестьянина — законного владельца постройки. В ходе данных работ было обновлено цементное покрытие верхней части стен, а также были заменены некоторые старые камни, которые начали отходить и выпадать, в частности, были заново вырезаны и заменены элементы обрамления оконных проёмов. Кроме того, были произведены подробные измерения всей постройки.
В 1898 году датский художник Йоханнес Клейн произвёл фотографирование и измерение руин с целью создания их модели, которая в 1900 году была отправлена на Парижскую всемирную выставку.

### В XX и XXI веках

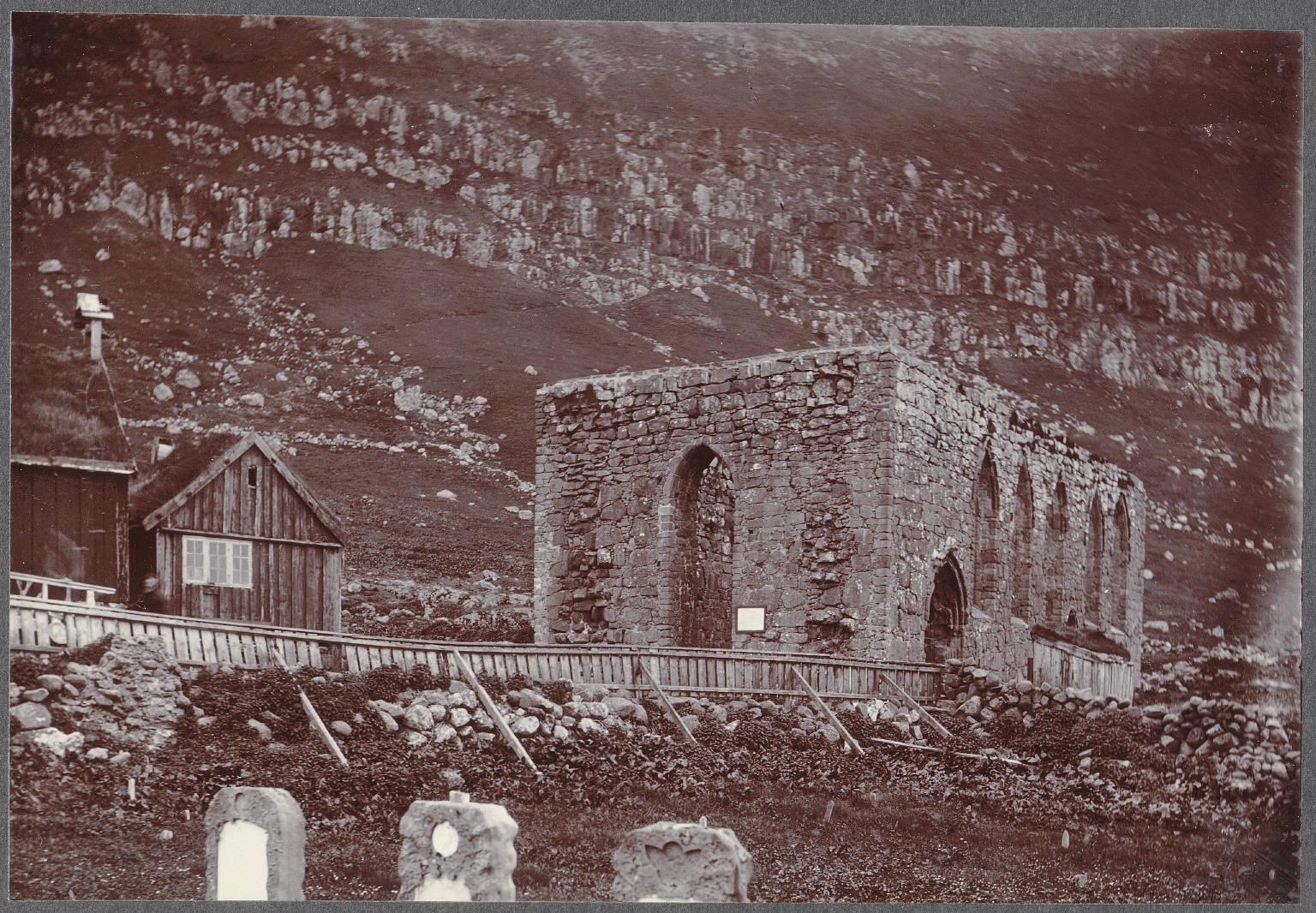
Фотография около 1900 года

В 1905 году очередные реставрационные работы в Чирчубёвуре проводились сотрудником Национального музея Дании, архитектором Л. Коэфоэд-Йенсеном. Верхняя часть стен руин собора была покрыта новым слоем бетона, обложена шифером и покрыта дерниной. Особое внимание было уделено исследованию реликвария собора, который, согласно заключению Коэфоэд-Йенсена, ранее никогда не вскрывался. По пожеланию директора Национального музея Вильяма Моллерупа и с согласия королевского крестьянина Йоуаннеса Патуссона из стены была извлечена талькохлоритовая плита с изображением распятия. В задней части плиты толщиной примерно 42 см был обнаружен квадратный рельеф, в центре которого располагалось закрытое каменной крышкой углубление, выполненное в виде «могилы святого» (дат. helgengrav) — отверстия в престоле, предназначенного для хранения мощей. В углублении располагалась свинцовая коробка, содержавшая два полотняных свёртка. В одном из них были обнаружены две маленькие деревянные щепки. Угол другого свёртка был завязан узлом, в нём лежали одна или две кости, покрытые субстанцией, похожей на перегной. Также в этом свёртке было обнаружено семь небольших предметов, завёрнутых в куски холста. К каждому из маленьких свёртков были приделаны полоски из пергамента, содержавшие надписи. На одной из полосок можно было прочесть слово «Мария». В соответствующем свёртке была найдена небольшая деревянная щепка. Остальные свёртки не были обследованы. Коэфоэд-Йенсен захотел отправить плиту и содержимое реликвария в Данию для более подробного исследования, однако Патуссон выступил против этих намерений в связи с возможной опасностью утраты реликвий при кораблекрушении. Учёные пошли навстречу королевскому крестьянину: коробка со свёртками была вновь замурована в стену собора, и её изучение было отложено.
В 1953—1955 годах по инициативе директора Национального музея Дании Поуля Нёрлунна и фарерского поэта и председателя местного музейного объединения Ханса Андреаса Джурхууса в Чирчубёвуре проводились обширные археологические работы, в которых помимо датских и фарерских учёных принимали участие норвежские исследователи под руководством историка Хокона Кристи. Внутри руин собора был вскопан пол вплоть до слоя глины, никаких подземных захоронений или конструкций не было обнаружено. Масштабные раскопки проводились также с внешней стороны руин, в результате чего был исследован фундамент постройки. Попытки найти фундамент башни в западной части здания закончились безрезультатно. Были составлены подробные чертежи руин собора в масштабе 1:50. В ходе исследований учёные пришли к выводу, что покрытие в 1905 году верхней части стен дерниной привело к просачиванию в кладку воды и разрыхлению строительного раствора, вследствие чего слой земли было решено удалить. Последним эпизодом данной исследовательской кампании было повторное вскрытие реликвария собора, произошедшее 1 ноября 1956 года. Коробка с реликвиями была отправлена в Копенгаген для подробного изучения, однако отчёт о её исследовании не был опубликован. Многие другие материалы, полученные в рамках исследовательской кампании 50-х годов XX века, также до сих пор не изучены должным образом. Известно, однако, что состояние реликвий при повторном извлечении из стены собора было плохим. Исследователь Дж. В. Ч. Янг сообщал, что «за прошедшее [с момента предыдущего вскрытия] время содержимое свёртков разложилось». В 1959 году реликвии были возвращены в Чирчубёвур и в 1967 году в связи с переосвящением церкви Святого Олафа снова замурованы в стену.

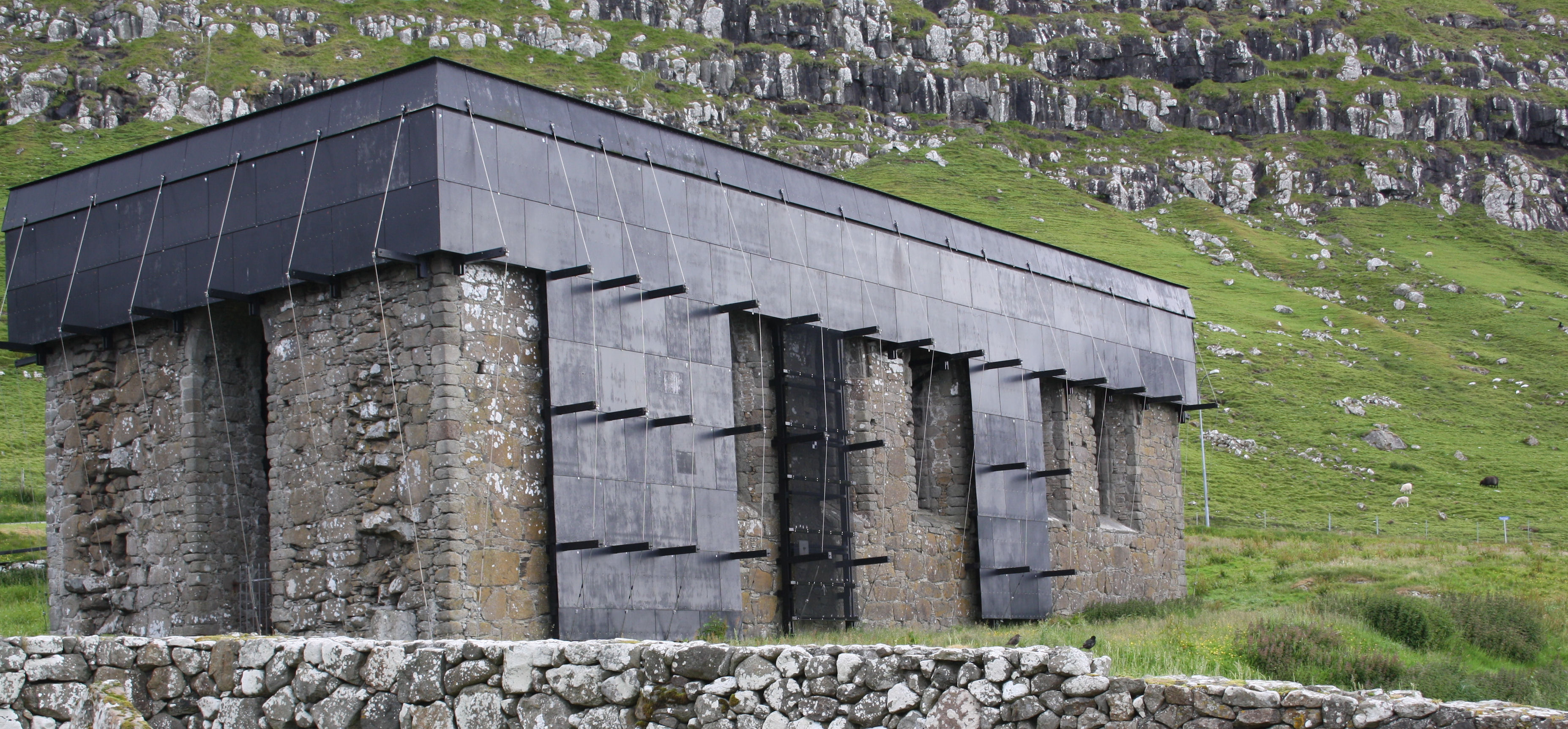
Здание собора, закрытое защитными панелями, 2012 год

В начале 80-х годов XX века исследователи вернулись к проблеме разрушения строительного раствора под действием проникающей в стены руин воды. В 1988 году для разработки плана работ по сохранению руин собора был создан особый комитет из датских и норвежских музейных сотрудников и консерваторов. В основу деятельности комитета была заложена идея сохранения руин в имевшемся на момент начала работ виде, с внесением только незначительных и обратимых изменений. Исследователями были изучены вопросы, связанные со скоростью разрушения базальта при одновременном воздействии на него морской соли и дождей. Также были изготовлены гипсовые слепки наиболее важных архитектурных деталей собора. В октябре 1992 года комитет представил министру культуры отчёт по результатам проведённых работ, в котором рекомендовал установку над руинами специальных экранов, которые защитили бы постройку от разрушительного воздействия дождя и ветра, обеспечили бы надёжное и глубокое высыхание стен и вместе с тем позволили бы проводить дальнейшие исследования здания. На основе этого отчёта была подготовлена программа консервационных работ, опубликованная в январе 1997 года. Она предполагала проведение работ в два этапа: консервация (предотвращение разрушения постройки) и сохранение (частичное восстановление здания). Программа была одобрена министерством культуры, однако её воплощению помешало вмешательство королевского крестьянина, который, будучи фактическим владельцем постройки, выдвинул свой план её сохранения, противоречивший замыслам консерваторов. Дискуссия о дальнейшей судьбе руин продлилась до 2002 года, когда было решено действовать в соответствии с программой консервации музейного комитета. В этом же году началась установка защитных экранов, которая завершилась в 2004 году.
С 2005 по 2008 год в руинах здания проводились измерения, связанные с влажностью стен, которые показали обоснованность установки защитных экранов и их эффективность. В 2010 году были начаты работы по консервации кладки стен. В ходе консервационных работ, проводившихся в 2012 и 2013 годах, была полностью законсервирована северная стена, за 2014 год была обработана бо́льшая часть западной стены. Для консервации каждого участка стены отдельные элементы защитного покрытия снимались и после завершения работ уже не возвращались на место. Летом 2019 года защитные панели были полностью сняты, после чего для завершения процесса консервации все горизонтальные поверхности постройки были обработаны строительным раствором и глиной, а затем верхняя часть стен была покрыта дёрном и травой.

## В филателии
В 1988 году Почта Фарерских островов выпустила набор из четырёх марок с изображениями руин собора и их отдельных деталей. Рисунки на марках были выполнены Чеславом Сланей по фотографиям Оле Вика.

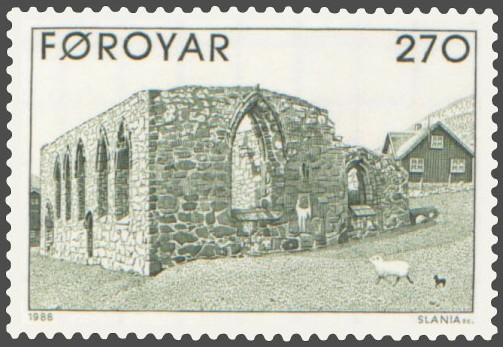
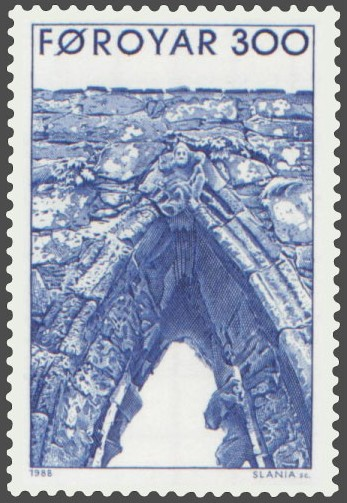
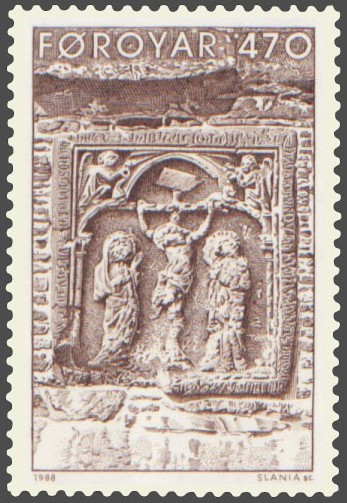
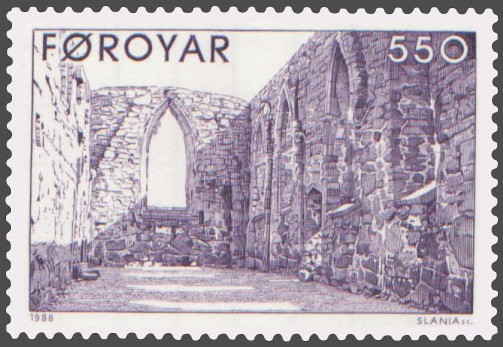

### Комментарии
1. ↑  Бурение в двух местах (между окнами и под окном) на южной стене длинного дома показало, что в этих местах техника эмплектона не применялась. Археолог С. Ардже сделал из этого вывод о том, что технология эмплектона при строительстве храма не применялась вовсе, хотя ранее предполагалось именно её использование[7]. По мнению исследователя К. Элиасен[дат.], в данных местах стена в любом случае была бы цельной, и потому результаты данного бурения нельзя считать репрезентативными[8].
2. ↑  Как минимум одна из этих ступеней могла располагаться между западным краем восточного дверного проёма южной стены и окном к западу от него, другая — между третьим и четвёртым сводами, в середине длинного дома[2].
3. ↑  Архитектурные детали позволяют классифицировать данный проём как дверной, причём ориентированный извне внутрь здания. Вероятно, снаружи располагалась лестница или пешеходный мост, который вёл через данный проём к верхней части лектория, разделявшего помещение на неф и хор. Следов наружной пристройки со средством подъёма, как и следов крепления лектория к стенам постройки обнаружено не было. Также неизвестно, использовался ли когда-либо проём по изначальному назначению, но по состоянию отдельных камней видно, что в какой-то момент он был подвергнут серьёзной реставрации[14].
4. ↑  Дверь восточного портала крепилась на его западной стороне, а западного — на восточной. По средневековому обычаю сторона рамы с креплением двери украшалась более скромно, чем противоположная, в которой также делалось углубление для засова[15].
5. ↑  Все сохранившиеся письменные свидетельства о данном окне и его изображения — в частности, публикация Х. К. Люнгбюэ и рисунки Ф. Т. Клосса➤ — были созданы не позднее этой даты[6].
6. ↑  Винтовая лестница является нетипичным элементом обстановки для сакристии, однако её присутствие может объясняться необходимостью либо доступа к чердаку постройки, либо наличия надёжного места хранения церковных ценностей[18].
7. ↑  Северо-восточный угол сакристии в какой-то момент явно был реконструирован. Возможно, это было сделано после схода лавины. Также, вероятно, в результате этого стихийного бедствия в сакристии обрушились опорные арки[20].
8. ↑  По легенде, часть плиты была отколота неким человеком, считавшим, что за ней спрятан клад. Попытка вскрытия тайника привела искателя сокровищ к травме и отказу от своих замыслов. В результате в народе возникло поверье, что получить клад сможет лишь тот, кто сможет прочесть и понять надпись на плите[24].
9. ↑  Установленная под плитой балка выполнена в более простой манере, чем сама плита. Возможно, балка была вставлена в стену уже после плиты в связи с более поздним добавлением в тайник новых реликвий[25].
10. ↑  Латинское слово hostia датскоязычные и фарерскоязычные источники передают соответственно как offerlammet[26][27] и offurlambið[28][29], в переводе — «жертвенный агнец».
11. ↑  Дж. В. Ч. Янг со ссылкой на Д. Брууна[дат.] сообщает о каменной табличке[38], однако в первоисточнике в качестве материала указан свинец[39], как и в некоторых публикациях Брууна[40][41] и других, более поздних источниках[42][43].
12. ↑  При этом свинцовые рунические таблички были обнаружены в других местах, например, в церкви Лома[норв.] и Тронхеймском соборе в Норвегии[44], а также вблизи собора Святого Кнуда в Оденсе, Дания[45].
13. ↑  Согласно одной из вариаций[фар.] этих легенд, в ходе противостояния с местными жителями был убит тогдашний епископ. С учётом параллелей между мифом и реальными историческими событиями учёные склонны считать епископа Эрленда прототипом персонажа легенды. Однако, хотя Эрленд действительно не пользовался популярностью у жителей архипелага из-за введённых им высоких налогов, согласно имеющимся источникам, он умер своей смертью в Бергене[49]. По мнению Я. Якобсена, сюжет с убийством епископа проник в фарерскую легенду из более старого ютландского мифа[50].